# Антидискриминационное законодательство
Закон о борьбе с дискриминацией или закон о недискриминации относится к законодательству, направленному на предотвращение дискриминации в отношении определенных групп людей; эти группы часто называют защищенными группами или защищенными классами. Законы о борьбе с дискриминацией различаются в зависимости от юрисдикции в отношении запрещенных видов дискриминации, а также групп, которые защищены этим законодательством.  Как правило, эти типы законодательства предназначены для предотвращения дискриминации в сфере занятости, жилья, образования и других сферах общественной жизни, таких как общественные помещения. Антидискриминационный закон может включать защиту групп на основе пола, возраста, расы, этнической принадлежности, национальности, инвалидности, психического заболевания или способностей, сексуальной ориентации, пола, гендерной идентичности/выражения, половых характеристик, религии, вероисповедания или индивидуальных политических взглядов.
Законы о борьбе с дискриминацией основаны на принципах равенства, в частности, на том, что с людьми нельзя обращаться по-разному из-за особенностей, изложенных выше. В то же время их часто критикуют как нарушение неотъемлемого права на свободу ассоциации. Антидискриминационные законы предназначены для защиты как от индивидуальной дискриминации (совершаемой отдельными лицами), так и от структурной дискриминации (вытекающей из политики или процедур, которые ставят определенные группы в невыгодное положение). Суды могут принимать во внимание как дискриминационное намерение, так и различные последствия при определении того, является ли конкретное действие или политика дискриминацией.

## Международный
Равенство и свобода от дискриминации определены как основные права человека во Всеобщей декларации прав человека (ВДПЧ). Хотя ВДПЧ не имеет обязательной силы, страны берут на себя обязательство защищать эти права путем ратификации международных договоров о правах человека. Конкретные договоры, относящиеся к антидискриминационному законодательству, включают Международный пакт о гражданских и политических правах, Международный пакт об экономических, социальных и культурных правах, Конвенцию о ликвидации всех форм дискриминации в отношении женщин и Международную конвенцию о ликвидации Все формы расовой дискриминации. Кроме того, Цели 10 и 16 Организации Объединенных Наций в области устойчивого развития также поддерживают международные усилия по отмене дискриминационных законов.

## История антидискриминационного законодательства

### Австралия
Закон о расовой дискриминации 1975 года был первым крупным антидискриминационным законодательством, принятым в Австралии, направленным на запрещение дискриминации по признаку расы, этнического или национального происхождения. Вскоре после этого юрисдикции в Австралии приняли решение запретить дискриминацию по признаку пола посредством таких актов, как Закон о равных возможностях 1977 года и Закон о борьбе с дискриминацией 1977 года. Австралийский парламент расширил эти меры защиты Законом о дискриминации по признаку пола 1984 года (SDA), чтобы охватить всех австралийцев и обеспечить защиту на основе пола, статуса отношений и беременности. Кроме того, SDA был расширен за счет включения гендерной идентичности и интерсексуального статуса в качестве защищенных групп. Дискриминация по признаку инвалидности также запрещена Законом о дискриминации по признаку инвалидности 1992 года.

### Бельгия
Первый бельгийский антидискриминационный закон от 25 февраля 2003 г. был отменен Конституционным судом Бельгии. Суд постановил, что закон носил дискриминационный характер, поскольку его сфера применения не включала дискриминацию на основе политических убеждений или языка и, таким образом, нарушала статьи 10–11 Конституции Бельгии, устанавливающие принцип равенства перед законом.
Новый закон вступил в силу 9 июня 2007 г. Этот закон запрещает любое использование прямой или косвенной дискриминации на основе возраста, сексуальных предпочтений, семейного положения, происхождения, богатства, религии или убеждений, политических или синдикальных взглядов, языка, текущего или будущего состояния здоровья, инвалидности, физической или генетической собственности. или социального происхождения.

### Европейский Союз
Европейский Союз принял несколько основных антидискриминационных директив, Директиву о расовом равенстве и Директиву о равенстве в сфере занятости, а также Директиву о равном обращении. Эти директивы устанавливают стандарты, которым должны соответствовать все страны-члены Европейского Союза; однако каждое государство-член несет ответственность за создание специального законодательства для достижения этих целей.
Все государства-члены ЕС также являются государствами-членами Европейской конвенции о правах человека. Так, применяется статья 14 Конвенции, которая касается запрещения дискриминации по признаку пола, расы, цвета кожи, языка, религии, политических или иных убеждений, национального или социального происхождения, принадлежности к национальному меньшинству, имущественного положения, рождения или иного положение дел.

### Великобритания
Законы, запрещающие дискриминацию в сфере жилья, общественных объектов и занятости, были впервые приняты в 1960-х годах и касались расы и этнической принадлежности в соответствии с Законом о расовых отношениях 1965 года и Законом о расовых отношениях 1968 года.
В 1970-е годы антидискриминационный закон был значительно расширен. Закон о равной оплате труда 1970 года позволял женщинам подавать в суд на своего работодателя, если они могли доказать, что им платят меньше, чем коллеге-мужчине за равную работу или работу той же ценности. Закон о дискриминации по признаку пола 1975 года запрещал как прямую, так и косвенную дискриминацию по признаку пола, а Закон о расовых отношениях 1976 года расширил сферу действия закона о борьбе с дискриминацией по признаку расы и этнического происхождения.
В 1990-х годах защита от дискриминации по признаку инвалидности была добавлена главным образом в соответствии с Законом о дискриминации по признаку инвалидности 1995 года.
В 2000-х годах сфера действия антидискриминационных законов при приеме на работу была расширена, чтобы охватить сексуальную ориентацию (с принятием Положений о равенстве при приеме на работу (сексуальная ориентация) 2003 г.), возраст (Положения о равенстве при приеме на работу (возраст) 2006 г.) и религию / убеждения. (Положения о равенстве в сфере занятости (религия или убеждения) 2003 г. ).
В 2010 году действующий антидискриминационный закон был объединен в единый парламентский акт – Закон о равенстве 2010 года. Закон о равенстве содержит положения, запрещающие прямую, косвенную, объективную и ассоциативную дискриминацию по признаку пола, расы, этнической принадлежности, религии и убеждений, возраста, инвалидности, сексуальной ориентации и смены пола. Законодательство о занятости также защищает сотрудников от худшего обращения на основании того, что они работают неполный рабочий день, работают через заемные средства или работают по срочным контрактам.

### США
В 1868 году после Гражданской войны в США была ратифицирована Четырнадцатая поправка к Конституции Соединенных Штатов, включая пункт о равной защите. Это была попытка Джона Бингэма и других радикальных республиканцев защитить бывших рабов от дискриминации. Тем не менее, обещания этой и других поправок о реконструкции оставались в значительной степени невыполненными в течение почти столетия из-за обилия расистских законов Джима Кроу, направленных на угнетение цветных людей и усиление расовой сегрегации в Соединенных Штатах. Закон о гражданских правах 1964 г. стал следующим важным событием в антидискриминационном законодательстве США, хотя предшествующее законодательство о гражданских правах (например, Закон о гражданских правах 1957 г. ) касалось некоторых форм дискриминации, Закон о гражданских правах 1964 г. был гораздо шире., обеспечивая защиту расы, цвета кожи, религии, пола или национального происхождения в вопросах голосования, образования, занятости и общественных помещений. Это знаменательное законодательство положило начало другим федеральным законам, которые расширили защищаемые классы и формы дискриминации, запрещенные федеральным законодательством, такие как Закон о справедливом жилищном обеспечении или Закон об американцах с ограниченными возможностями. Эти меры защиты также были расширены за счет толкования этих законодательных актов судами. Например, апелляционные суды США седьмого и второго округов, а затем и Верховный суд США в деле Босток против округа Клейтон, постановил, что дискриминация при приеме на работу по признаку сексуальной ориентации является нарушением Раздела VII Закона о гражданских правах. В дополнение к федеральному законодательству существует множество государственных и местных законов, касающихся дискриминации, не подпадающей под действие этих законов.